# Лон-Амманнзегг
Лон-Амманнзегг (нім. Lohn-Ammannsegg) — громада  в Швейцарії в кантоні Золотурн, округ Вассерамт.

## Географія
Громада розташована на відстані близько 26 км на північ від Берна, 5 км на південь від Золотурна.
Лон-Амманнзегг має площу 4,5 км², з яких на 22,3% дозволяється будівництво (житлове та будівництво доріг), 47,8% використовуються в сільськогосподарських цілях, 29,4% зайнято лісами, 0,4% не є продуктивними (річки, льодовики або гори).

## Демографія
2019 року в громаді мешкало 2844 особи (+9,3% порівняно з 2010 роком), іноземців було 8,4%. Густота населення становила 635 осіб/км².
За віковим діапазоном населення розподілялося таким чином: 17,8% — особи молодші 20 років, 59,8% — особи у віці 20—64 років, 22,4% — особи у віці 65 років та старші. Було 1244 помешкань (у середньому 2,3 особи в помешканні).
Із загальної кількості 1037 працюючих 22 було зайнятих в первинному секторі, 315 — в обробній промисловості, 700 — в галузі послуг.